# بادییا
بادییا (انگلیسی: Badija) بزرگترین جزیره در مجمع الجزایر اسکوجی، نزدیک به جزیره کورچولا در کرواسی است. این جزیره در حال حاضر خالی از سکنه است. فرانسیسکویی‌های بوسنی این جزیره را در ۱۳۹۸ در اختیار گرفتند و تا سال ۱۹۴۹ که توسط مقامات کمونیستی مصادره شد در اختیار آنان بود.